# Luigi Bettazzi
Luigi Bettazzi (ur. 26 listopada 1923 w Treviso, zm. 16 lipca 2023 w Albiano d’Ivrea) – włoski duchowny rzymskokatolicki, w latach 1966–1999 biskup Ivrea.

## Życiorys
Święcenia kapłańskie przyjął 4 sierpnia 1946. Studiował teologię na Papieskim Uniwersytecie Gregoriańskim i filozofię na Uniwersytecie Alma Mater w Bolonii. 10 sierpnia 1963 został mianowany biskupem pomocniczym Bolonii ze stolicą tytularną Thagaste. Sakrę biskupią otrzymał 4 października 1963. 26 listopada 1966 objął rządy w diecezji Ivrea. 20 lutego 1999 przeszedł na emeryturę. Był jednym z włoskich biskupów, którzy w 1978 byli gotowi zostać zakładnikami w zamian za uwolnienie Sługi Bożego Alda Moro. W chwili śmierci był ostatnim włoskim biskupem, który brał udział w Soborze watykańskim II.